# Tobin Sprout
Tobin Sprout (Dayton, 28 aprile 1955) è un musicista e pittore statunitense noto per essere uno dei membri storici dei Guided by Voices. Con Robert Pollard, il fondatore e leader del gruppo, è considerato uno dei precursori del genere lo-fi durante i primi anni novanta, insieme a Lou Barlow dei Sebadoh e Stephen Malkmus e Scott Kannberg dei Pavement.

## Biografia
Nacque a Dayton, Ohio e completò gli studi liceali al Centerville High School nel 1974; dopo studiò graphic design e illustrazione alla Ohio University.
Divenne un musicista autodidatta ed entrò nel 1987 nella prima formazione del gruppo fondato da Robert Pollard, i Guided by Voices, del quale divenne il secondo autore più presente dopo Pollard. Impiegando un registratore a quattro tracce e un impianto casalingo, ha contribuito alla definizione dello stile lo-fi del gruppo dagli esordi, restandone un membro polistrumentista oltre che autore di alcuni brani fino al 1997 per dedicarsi alla pittura, e poi, di nuovo, dal 2010 al 2014. Il gruppo registrava spesso nello studio di casa sua dove lui fungeva anche da ingegnere del suono. Dal 1997 al 2010 ha comunque collaborato a tre registrazioni del gruppo contribuendo con il piano alla canzone appara nell'album Isolation Drills, "How's My Drinking?" e con la chitarra ai brani "Girls of Wild Strawberries" e "Huffman Prairie Flying Field" dell'album Half Smiles of the Decomposed.
Sebbene sia diventato un apprezzato pittore e un illustratore di professione, dopo essere uscito dal gruppo, ha continuato a scrivere musica pubblicando con la Matador Records il suo primo album, Carnival Boy, nel 1996, seguito nel 1997 dal secondo, Moonflower Plastic, e dal terzo, Let's Welcome the Circus People, nel 1999. Ha anche scritto canzoni per il progetto noto come Eyesinweasel che ha pubblicato nell'album del 2000, Wrinkled Thoughts. Nel 2001 ha ripreso a collaborare con Pollard nel gruppo Airport 5, pubblicando numerosi singoli e due album, Tower in the Fountain of Sparks nel 2001 e Life Starts Here nel 2002.  Ha poi continuato a scrivere e comporre in modo indipendente, dalla sua casa di Leland, nel Michigan, registrando e pubblicando il suo quarto lavoro solista Lost Planets & Phantom Voice.
Nel 2009 ha pubblicato un libro per bambini, Elliott, pubblicato dalla Mackinac Island Press.
Nel 2010 ha pubblicato con la sua personale etichetta discografica il suo quinto album, The Bluebirds Of Happiness Tried To Land On My Shoulder. Lo stesso anno Pollard riformò il gruppo che si era disciolto nel 2004, convocando anche Sprout per un tour di concerti negli USA. Rientrò nei Guided by Voices nel 2010, collaborando alla pubblicazione di sei album fino al loro secondo discioglimento nel 2014.
Dopo sette anni dall'ultimo ha pubblicato un nuovo album da solista nel 2017, The Universe & Me, con l'etichetta indipendente Burger Records; sono stati anche ristampati i primi due album pubblicati negli anni novanta con la Matador, Carnival Boy e Moonflower Plastic.

## Discografia
Studio album
- 1996 - Carnival Boy (Matador Records)
- 1997 - Moonflower Plastic (Matador Records)
- 1999 - Let's Welcome the Circus People (Recordhead Records)
- 2003 - Lost Planets & Phantom Voices (Recordhead Records, Wigwam Records)
- 2010 - The Bluebirds Of Happiness Tried To Land On My Shoulder (Moonflower Records)
- 2017 - The Universe & Me (Burger Records)
- 2020 - Empty Horses

Colonne sonore
- 2006 - Fortunes - Songs from the movie (Pravda Records)

Singoli ed EP
- 1995 - Popstram (1 Toaster, 2 Sadder Than You, 3 Bottle Of The Ghost Of Time - 7") -  Recordhead
- 1998 - Wax Nails (1 Get Your Calcium, 2 Cereal Killer, 3 Seed, 4 The Crawling Backward Man, 5 In Good Hands, 6 How's Your House? (Demo) - CD, EP) - Recordhead
- 2001 - Let Go Of My Beautiful Balloon (A Let Go Of My Beautiful Balloon, B Shirley The Rainbow - 7", Single) - Wigwam Records
- 2002 - Untitled - Split with The Minders (1 Can I Have This?, 2 Lust - 7") - Sprite Recordings
- 2002 - Sentimental Stations (1 Secret Service, 2 Branding Dennis, 3 I Think You Would, 4 Inside The Blockhouse, 5 Are You Happening?, 6 Doctor #8 [Piano Version], 7 Sentimental Stations - CD, EP) - Recordhead

Con i Guided By Voices
Con gli Eyesinweasel:
- 1999 - Demos & Outtakes
- 2000 - Wrinkled Thoughts
- 2001 - Live in The Middle East (registrato dal vivo al Middle East Club, Cambridge, Massachusetts, il 28/10/2000)

Con gli Airport 5:
- 2001 - Tower in the Fountain of Sparks
- 2002 - Life Starts Here